# 王傅 (成化二甲進士)
王傅（1449年—？），字良弼，號圭峰，陝西西安府盩厔縣人，民籍，明朝政治人物。進士出身。

## 生平
早年出身國子生，成化元年（1465年）乙酉科陝西鄉試第四十七名。成化十一年（1475年）乙未科會試第一百五十八名，殿試登進士第二甲第十三名。历官礼部祠祭司员外郎、郎中，二十三年二月升右通政，进左通政，丁忧服阕，弘治八年（1495年）二月复除原职，四月升太仆寺卿，管理易州山厂柴炭，不久被吏科都给事中季源言其以王国姻亲例不得任京职，而欺隐不言，冒居显位，乞正其罪，五月被降为湖广郧阳府知府，十二年三月升四川布政司右参政。著有《南山漫興诗集》、《圭峰集》。

## 家族
曾祖父王克中。祖父王榮，贈知府。父亲王璽，曾任知府。有子王元凯、王元正。